# 134th Air Refueling Wing

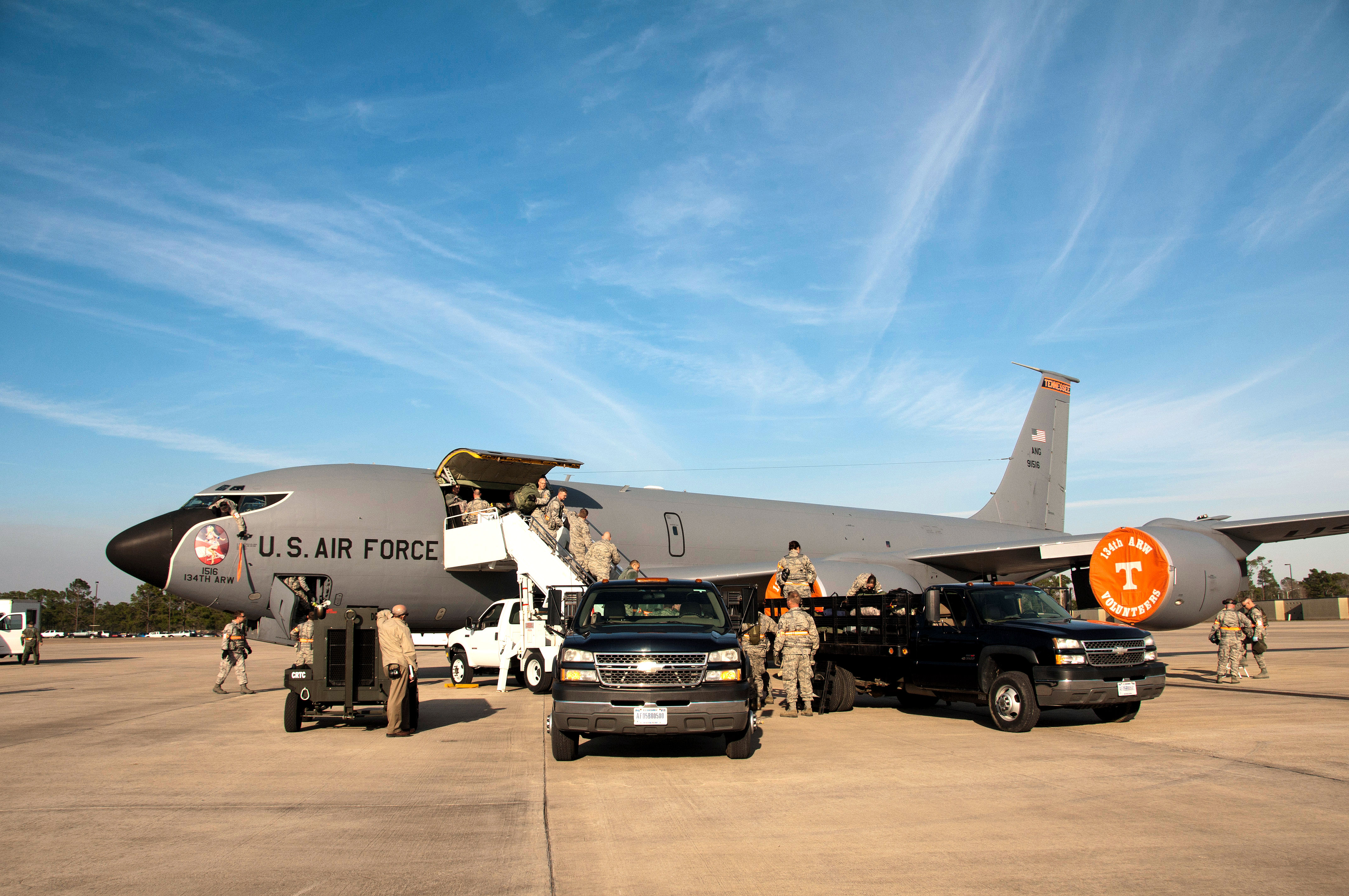
KC-135R dello Stormo

Il 134th Air Refueling Wing è uno Stormo da Rifornimento in volo della Tennessee Air National Guard. Riporta direttamente all'Air Mobility Command quando attivato per il servizio federale. Il suo quartier generale è situato presso la McGhee Tyson Air National Guard Base, Tennessee.

## Organizzazione
Attualmente, al settembre 2017, esso controlla:
- 134th Operations Group
  - 134th Operations Support Flight
  -  151st Air Refueling Squadron - Equipaggiato con KC-135R
- 134th Maintenance Group
  - 134th Aircraft Maintenance Squadron
  - 134th Maintenance Squadron
  - 134th Maintenance Operations Flight
- 134th Mission Support Group
  - 134th Civil Engineer Squadron
  - 134th Force Support Squadron
  - 134th Logistics Readiness Squadron
  - 134th Security Forces Squadron
  - 134th Communications Flight
- 134th Medical Group
- 134th Comptroller Flight
- 119th Command and Control Squadron
- 572nd Air Force Band